# Spectrolebias inaequipinnatus
Spectrolebias inaequipinnatus es una especie de pez ciprinodontiforme anual integrante del género de rivulinos sudamericanos Spectrolebias. Habita en humedales temporarios en regiones tropicales del centro-este de América del Sur.

## Taxonomía
Fue descrita originalmente en el año 2008 por los ictiólogos Wilson José Eduardo Moreira da Costa y Gilberto Campello Brasil bajo el nombre científico de Simpsonichthys inaequipinnatus, dentro del subgénero Spectrolebias del género Simpsonichthys. Dos años después (en el año 2010), Wilson José Eduardo Moreira da Costa retira de la condición de subgénero a Spectrolebias y le otorga nuevamente la categoría de género válido, transfiriendo a él a S. inaequipinnatus.

## Características
Se considera una especie muy afín a S. semiocellatus (de la cuenca del río Araguaia) ya que los machos de ambas comparten dos características derivadas: aleta dorsal subtriangular, terminada con un solo filamento largo y escamación frontal. Se pueden diferenciar porque el macho de S. inaequipinnatus tiene más radios en la aleta dorsal, porque el filamento de la misma es más largo, porque posee más neuromastos en la serie infraorbital y por la ausencia de un punto negro con margen azul en la aleta anal.

## Distribución
Spectrolebias inaequipinnatus es endémica de la cuenca del río Tocantins, siendo solo conocida de un bañado temporario en la llanura de inundación de ese río de Brasil, perteneciente a la cuenca del Amazonas.